# Linköpings Förenade Studentspex
Linköpings Förenade Studentspex är ett samarbete mellan Linköpings två spexföreningar Holgerspexet och Linköpings Studentspex. Föreningen satte upp sitt första och hittills enda spex Världomställningen i Paris under Spex-SM 2012 och vann där i kategorierna "Bästa scenografi", "Bästa manus" och "Bästa spex".